# Błądkowo (przystanek kolejowy)
Błądkowo – zlikwidowany przystanek osobowy w Błądkowie, w województwie zachodniopomorskim, w Polsce.